# Consell Nacional de Namíbia
El Consell Nacional és la cambra alta de Parlament bicameral de Namíbia. Revisa els projectes de llei aprovats per la cambra baixa i fa recomanacions sobre la legislació d'interès regional a la cambra baixa.
Els 42 membres de Consell Nacional són elegits indirectament pels consells regionals per a un mandat de cinc anys. Cada un dels 14 consells regionals tria a tres dels seus membres per a formar part del Consell Nacional. Les últimes eleccions als consells regionals es van celebrar el 25 de novembre de 2020.
La distribució dels partits polítics en l'actual Consell Nacional és la següent:
- Organització del Poble del Sud-Oest Africà (SWAPO) - 28 escons
- Moviment dels Treballadors Rurals Sense Terra (MST) - 6 escons
- Patriotes Independents pel Canvi (IPC) - 2 escons
- United Democratic Front (FDU) - 2 escons
- Popular Democratic Movement (PDM) - 2 escons
- National Unity Democratic Organisation (NUS) - 1 escó
- Independents - 1 escó

El Consell Nacional es reuneix a la capital, Windhoek, a l'edifici del Consell Nacional, al costat del Tintenpalast. Des del desembre de 2020 el president és Lukas Muha.

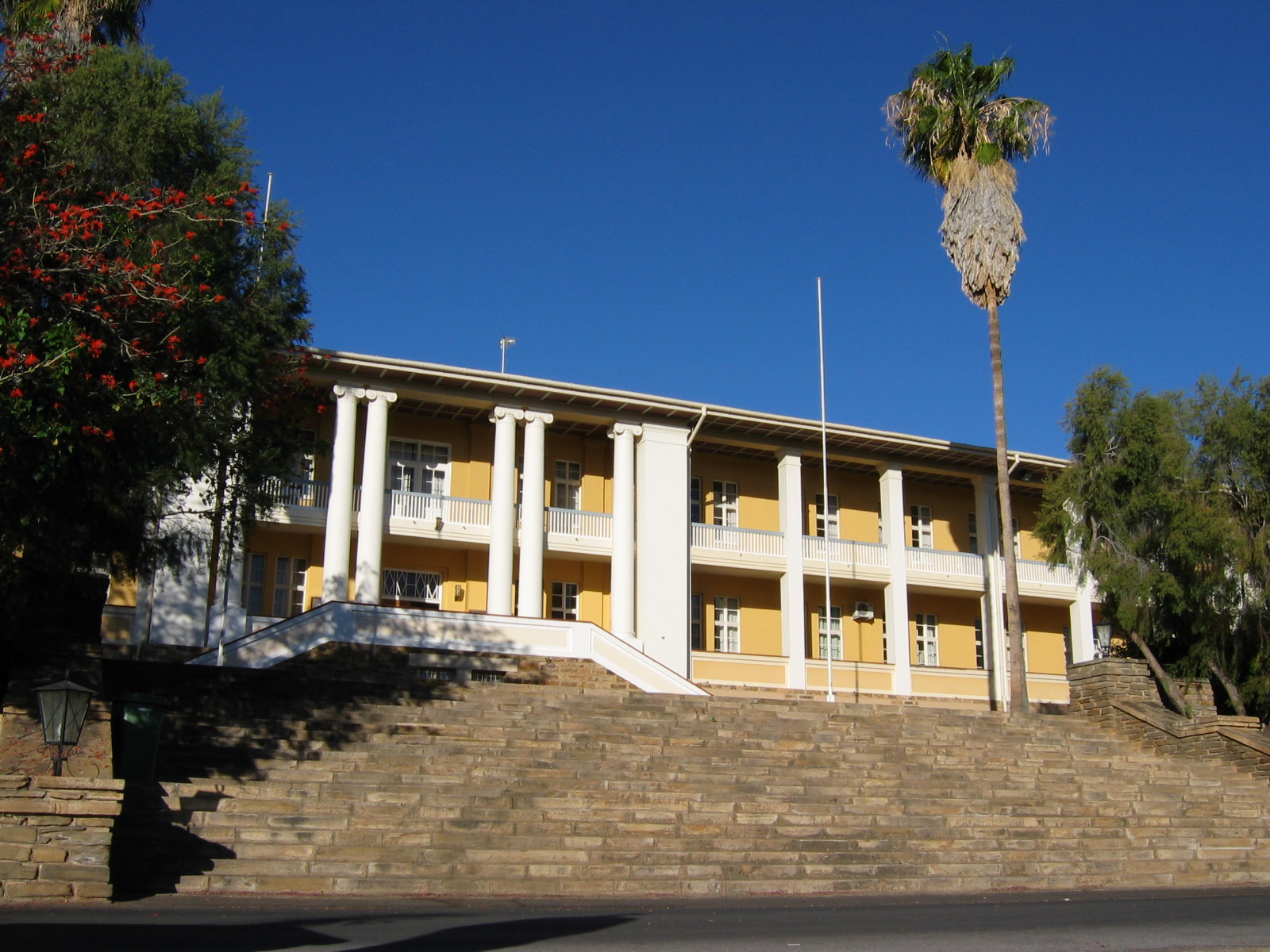
El Tintenpalast

## Resultats eleccions
| Organització del Poble del Sud-Oest Africà (SWAPO)  | 19 | 21 | 24 | 24 | 40 | 28 |
| Moviment Democràtic Popular (PDM)                   | 06 | 04 | 01 | 01 | 01 | 02 |
| United Democratic Front (UDF)                       | 01 | 01 | 01 | 01 | -  | 02 |
| Organització Democràtica d’Unitat Nacional          | -  | -  | -  | -  | 01 | 01 |
| Moviment dels Treballadors Rurals Sense Terra (MST) | -  | -  | -  | -  | -  | 06 |
| Independent Patriots for Change                     | -  | -  | -  | -  | -  | 02 |
| Candidats Independents                              | -  | -  | -  | -  | -  | 01 |
| Total                                               | 26 | 26 | 26 | 26 | 42 | 42 |